# Jamea Jackson
Jamea Jackson (Atlanta, 7 settembre 1986) è un'ex tennista statunitense.

## Carriera
Nel corso della sua carriera ha vinto 2 titoli ITF di singolare, il primo un $10,000 nel 2003 sul cemento di Dallas, Texas, mentre il secondo un $50,000 nel 2004 sul cemento di Tucson, Arizona. Nei tornei del Grande Slam ha ottenuto i suoi migliori risultati raggiungendo il secondo turno nel singolare di tutti gli eventi.
Nel 2003, entra nelle prime 20 della classifica junior e disputa i primi tornei del circuito maggiore, entrando nel professionismo e partecipando ai tornei ITF. Nel 2004 disputa i tornei WTA e nel 2005 inizia a partecipare regolarmente durante tutta la stagione tennistica. Nel 2006 ha una media di 26 vittorie a fronte di 22 sconfitte. Inoltre, diventa la prima tennista della storia ad usufruire del sistema elettronico per verificare la chiamata del giudice di linea. Nello stesso anno, raggiunge la sua prima ed unica finale della carriera al Birmingham Classic dove riesce ad avere la meglio sulle future numero 1 del mondo Jelena Janković e Marija Šarapova, quest'ultima unica vittoria su una top 10 in carriera, per poi essere sconfitta in finale da Vera Zvonarëva. Una serie di risultati le permettono di raggiungere la 45ª posizione del ranking WTA.
Nel 2007 subisce un infortunio all'anca che le richiede un intervento. Fa il suo rientro otto mesi dopo nell'aprile 2008, dove vince sei partite consecutive prima di ritirarsi. In estate partecipa in quello che sarà il suo ultimo incontro della carriera, poiché il 24 agosto 2009 annuncia il suo ritiro dal tennis professionistico per i ripetuti infortuni all'anca.
Dopo il suo ritiro, viene annunciata come Assistant Coach per la Oklahoma State University Women's Tennis Team nell'agosto 2009. Nel 2010 e 2011, Jackson ha allenato la squadra collegiale della USTA. Nel luglio 2013, Jackson si unisce allo staff della USTA a Boca Raton, Florida come National Coach della squadra femminile.

## Statistiche WTA

### Sconfitte (1)
| Legenda               |
| --------------------- |
| Grande Slam (0)       |
| Argenti Olimpici (0)  |
| WTA Championships (0) |
| Tier I (0)            |
| Tier II (0)           |
| Tier III (1)          |
| Tier IV (0)           |
| Tier V (0)            |

| N. | Data           | Torneo                         | Superficie | Avversario in finale | Punteggio       |
| 1. | 18 giugno 2006 | Birmingham Classic, Birmingham | Erba       | Vera Zvonarëva       | 6(10)-7, 6(5)-7 |

## Risultati in progressione
| Sigla | Risultato               |
| ----- | ----------------------- |
| V     | Vincitore               |
| F     | Finalista               |
| SF    | Semifinalista           |
| O     | Oro olimpico            |
| A     | Argento olimpico        |
| SF    | Bronzo olimpico         |
| QF    | Quarti di Finale        |
| 4T    | Quarto turno            |
| 3T    | Terzo turno             |
| 2T    | Secondo turno           |
| 1T    | Primo turno             |
| RR    | Round Robin             |
| LQ    | Turno di qualificazione |
| A     | Assente                 |
| ND    | Non disputato           |

| Legenda superfici    |
| -------------------- |
| Cemento              |
| Terra battuta        |
| Erba                 |
| Superficie variabile |

### Singolare nei tornei del Grande Slam
| Torneo          | 2004 | 2005 | 2006 | 2007 | 2008 | 2009 |
| --------------- | ---- | ---- | ---- | ---- | ---- | ---- |
| Australian Open | A    | A    | 2T   | A    | A    | A    |
| Open di Francia | A    | A    | 2T   | 1T   | A    | A    |
| Wimbledon       | A    | 2T   | 2T   | 1T   | A    | A    |
| US Open         | 1T   | 1T   | 2T   | 1T   | 1T   | A    |

### Doppio nei tornei del Grande Slam
| Torneo          | 2004 | 2005 | 2006 | 2007 | 2008 | 2009 |
| --------------- | ---- | ---- | ---- | ---- | ---- | ---- |
| Australian Open | A    | A    | A    | A    | A    | A    |
| Open di Francia | A    | A    | 1T   | A    | A    | A    |
| Wimbledon       | A    | A    | 1T   | A    | A    | A    |
| US Open         | 1T   | 1T   | 1T   | 1T   | A    | A    |

### Doppio misto nei tornei del Grande Slam
| Torneo          | 2004 | 2005 | 2006 | 2007 | 2008 | 2009 |
| --------------- | ---- | ---- | ---- | ---- | ---- | ---- |
| Australian Open | A    | A    | A    | A    | A    | A    |
| Open di Francia | A    | A    | A    | A    | A    | A    |
| Wimbledon       | A    | A    | A    | A    | A    | A    |
| US Open         | A    | A    | 2T   | A    | A    | A    |

## Vittorie contro giocatrici Top 10
| Stagione | 2006 | Totale |
| Vittorie | 1    | 1      |

| #    | Giocatrice      | Ranking | Evento                         | Superficie | Turno | Punteggio | Rank. JJR |
| ---- | --------------- | ------- | ------------------------------ | ---------- | ----- | --------- | --------- |
| 2006 |                 |         |                                |            |       |           |           |
| 1.   | Marija Šarapova | 4       | Birmingham Classic, Birmingham | Erba       | SF    | 6-4, 6-4  | 81        |